# Мексиканац (филм)
Мексиканац (енгл. The Mexican) је филмска комедија из 2001, редитеља Гора Вербинског.

## Радња
Џери Велбах је типичан глупан. Успео је да се залети у аутомобил гангстера Арнолда Марголиса, у чијем се гепеку налазила потенцијална жртва. Као резултат тога, Марголис је приморао Џерија да ради за себе пет година, што је и сам добио као затворску казну.
Десна рука Марголиса - Берни Нејман - шаље Џерија у мексички градић Сан Мигел, дајући му задатак да пронађе непроцењиви стари пиштољ под називом „Мексиканац”, који, према легенди, доноси проклетство својим власницима, и да га узме. у САД. Џери се стално свађа са својом девојком Самантом, која је изузетно незадовољна својим криминалним занимањем и чињеницом да младожења на њу обраћа мало пажње. На крају је одлучила да постави ултиматум – или Џери иде са њом у Лас Вегас, или одлази на мисију у Мексико и раскину се. Међутим, Џери схвата да ако не испуни упутства која му је дао Нојман, онда може једноставно да га убије. На крају, Џери бира ово друго, а Саманта најављује да сама одлази у Лас Вегас.
Одмах након растанка на путу за Лас Вегас, Саманту је узео професионални убица по имену Лерој. Нојман је одлучио да игра на сигурно у случају да се Џери не врати са вредним теретом - тада би могао да замени пиштољ за Саманту. Међутим, испоставља се да није само Марголису потребан „Мексиканац”. Лерој мора да заштити Саманту од напада другог ловца на благо, извесног црног разбојника. Лерој и Саманта постепено проналазе заједнички језик и одлазе у Лас Вегас, где живе у хотелу док Лерој не добије даља упутства о Саманти.
У међувремену у Мексику, Џери стиже у Сан Мигел и проналази бар који је имао састанак са дилером по имену Бек. Град слави Дан независности, а становници су изашли на трг, почели да испаљују ватромет, пију и пуцају у ваздух. У бару, Бек препознаје Џерија и даје му пиштољ. Напуштајући бар, Бек трагично умире, добивши случајно метак у потиљак, који је послао један од пијаних пролазника са трга. Џери, погођен смрћу дилера, зове свог пријатеља Теда Шоркера, који такође ради за Неимана. Он, сазнавши за оно што се догодило, обавештава га да је Бек био Марголисов унук. Док Џери разговара са Тедом телефоном, локална мафија му краде аутомобил у чијем је претинцу за рукавице био „Мексиканац”. Сада је његов задатак да врати пиштољ назад. Проналази чланове мафије, узима им ауто и пиштољ и води једног од чланова банде са собом у пустињу како би испитивао о "Мексиканцу" и људима који желе да га добију. Остављајући га самог усред пустиње са поготком у стопало, Џери се вози до хотела. Тамо скупља ствари за одлазак на аеродром. Међутим, на путу до хотела га хапси локални полицајац који је приликом претреса пронашао вредан пиштољ. Полицајац пушта Џерија под условом да "Мексиканац" остане са њим. Нешто касније, кренуо је за полицајцем, који је продао пиштољ локалном оружару. Џери поново зове Теда и он долази у Сан Мигел да помогне Џерију да украде пиштољ од оружара. Џери коначно добија драгоцени пиштољ, али не може да се врати у САД - Тед му је грешком узео пасош, а Нојман наређује Лероју и Саманти да долете до њега у Мексико из Лас Вегаса.
Џери среће Саманту са Леројем на аеродрому Толука. На путу са аеродрома, Џери се поново посвађао са Самантом, због чега је аутомобил слетео са пута и пробушио гуму. Док је Џери мењао точак, успео је да убије Лероја. Када је проверио своје папире, испоставило се да је Леројево право име Винстон Болдри. Лерој се звао онај тамнопути убица који је неколико пута покушао да убије девојку. На крају, сам Марголис, који је пуштен из затвора, лети у Мексико. Како се испоставило, пиштољ нема посебну вредност - то је породично наслеђе. Марголис је, док је био у затвору, обећао свом мексичком цимеру да ће реликвију вратити породици. Берни Нојман је, с друге стране, претпоставио да „Мексиканац” вреди много новца, и започео тајну игру против власника, проналазећи купца за пиштољ. Саманта, којој је Џери дао пиштољ да спасе, успева да убије Нојмана старинским пиштољем једним метком. На крају, Џери и Саманта дају пиштољ Марголис и враћају се кући.

## Улоге
| Глумац               | Улога                   |
| -------------------- | ----------------------- |
| Бред Пит             | Џери                    |
| Џулија Робертс       | Саманта                 |
| Џејмс Гандолфини     | Винстон Болдри          |
| Џонатан Кимбл Симонс | Тед                     |
| Боб Балабан          | Берни                   |
| Шерман Огастес       | Лирој                   |
| Кастуло Гуера        | Џо, власник залагаонице |
| Џин Хекман           | Арнолд                  |